# Chelinda
Chelinda ist der Name eines Dorfes sowie eines Berges auf dem Nyika-Plateau in Malawi von rund 2380 Metern Höhe. Das Nyika-Plateau ist als Naturpark ausgewiesen. Der Ort Chelinda liegt im Zentrum des Parks und bietet mehrere Lodges unterschiedlicher Kategorie und einen Campingplatz. Er ist mit dem Auto oder einem Kleinflugzeug zu erreichen. Der Flughafen hat eine knapp 1300 Meter lange Landepiste und den IATA-Flughafencode CEH bzw. den ICAO-Code FWCD (⊙).
In der Forstplantage Pine Plantation Chilinda wird intensive Forstwirtschaft betrieben, sie ist der einzige Wald weit und breit und bedeckt die Kuppe des Berges.
In der Nähe der Ortschaft gibt es drei kleine Stauseen (⊙, ⊙, ⊙).

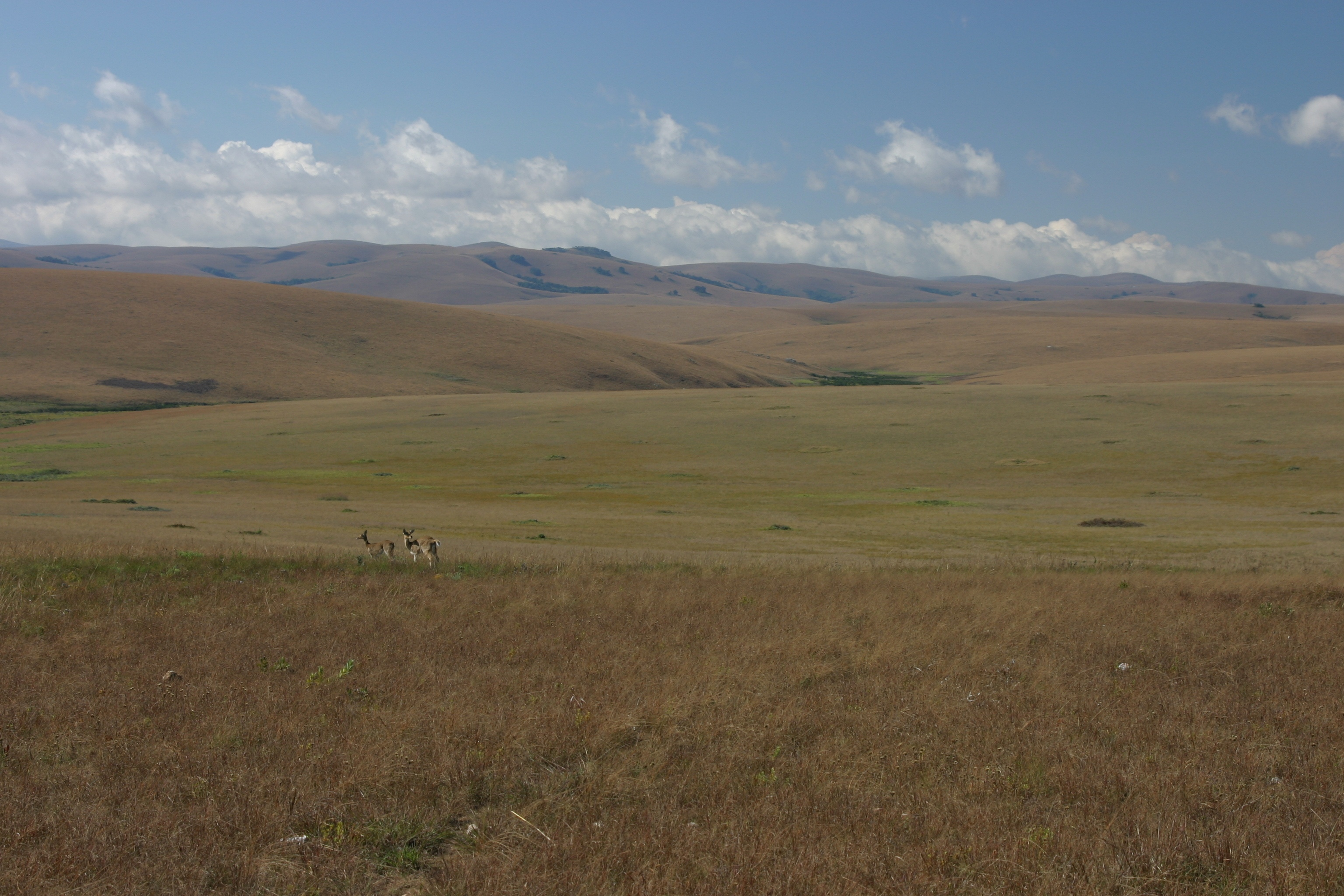
Afromontanes Grasland, nahe Chelinda